# Liste der belgischen Orden und Ehrenzeichen
Diese Liste gibt einen Überblick über die belgischen Orden und Ehrenzeichen.

Wappen Belgiens

- Medaille für Kuhpockenimpfung (1818)
- Medaille für Selbstaufopferungstaten (1825)
- Ehrenstern (1830)
- Leopoldsorden (1832)
- Eisernes Kreuz (Belgien) (1833)
- Eiserne Medaille (1833)
- Lebensrettungsmedaille (1835)
- Ehrenzeichen für Industriearbeiter (1847)
- Ehrenzeichen für landwirtschaftliche Arbeiter (1847)
- Medaille für Hilfeleistungen bei Bergwerksunfällen (1849)
- Erinnerungszeichen für 25-jährige Dienste (1856)
- Orden für Zivilverdienste (1867)
- Militärehrenzeichen (1873)
- Jubiläumsmedaille anlässlich der silbernen Hochzeit (1878)
- Erinnerungskreuz für die Freiwilligen von 1830 (1878)
- Geschenkmedaille (1880)
- Militärkreuz (1885)
- Afrikanischer Sternenorden (1888–1960)
- Löwenorden (1891–1960)
- Kronenorden (Belgien) (1897)
- Orden Leopolds II. (1900)
- Kriegskreuz (1915, erneut 1940)
- Siegesmedaille (1919)
- Kriegsgefangenen-Medaille (1940–1945)
- Medaille für politische Gefangene (1940–1945)
- König-Albert-Medaille
- Königin-Elisabeth-Medaille